# Lac du Pélican
Lac du Pélican är en sjö i Kanada.   Den ligger i regionen Nord-du-Québec och provinsen Québec, i den östra delen av landet, 1 600 km norr om huvudstaden Ottawa. Lac du Pélican ligger 185 meter över havet. Arean är 157 kvadratkilometer. 
Trakten runt Lac du Pélican består i huvudsak av gräsmarker. Trakten runt Lac du Pélican är nära nog obefolkad, med mindre än två invånare per kvadratkilometer.